# Vladimir Dedijer
Vladimir Dedijer (n. 4 februarie 1914, Belgrad, Regatul Serbiei – d. 30 noiembrie 1990, Boston, Massachusetts, SUA) a fost un partizan iugoslav din timpul celui de-al Doilea Război Mondial, care a devenit cunoscut ca politician, activist pentru drepturile omului și istoric. În primii ani de după război, el a reprezentat Iugoslavia la Organizația Națiunilor Unite și a fost un înalt funcționar guvernamental.
Mai târziu, după ce a intrat în conflict cu autoritățile guvernamentale iugoslave, s-a concentrat pe cariera academică de istoric. A predat la Universitatea din Belgrad și, de asemenea, a fost profesor invitat la mai multe universități din Statele Unite ale Americii și Europa. A condus Tribunalul Internațional Bertrand Russell pentru crime de război din 1967, examinând activitățile desfășurate de forțele militare ale Statelor Unite ale Americii în Vietnam, precum și tribunalele ulterioare.

## Origini și familie
Vladimir Dedijer s-a născut într-o familie sârbă din Belgrad, în Regatul Serbiei, care a devenit ulterior parte componentă a Iugoslaviei. Părinții săi erau originari din satul Čepelica (comuna Bileća, Bosnia și Herțegovina) și erau creștini ortodocși. Tatăl său, Jevto Dedijer, a fost profesor de geografie la Universitatea din Belgrad, iar mama sa, Milica, asistent social. El a fost al doilea dintre cei trei fii ai familiei: Borivoje (Boro), Vladimir și Stevan.
Înaintea celui de-al Doilea Război Mondial, Dedijer s-a căsătorit cu Olga Popović. Fiica lor, Milica, numită după mama lui, s-a născut în ajunul războiului. Olga a fost ucisă în cursul Bătăliei de la Sutjeska (Bosnia) din 1943.
După moartea Olgăi, Vladimir Dedijer s-a căsătorit cu actrița Vera Krizman în 1944. El și Vera au avut împreună patru copii: o fiică (Bojana) și trei fii (Borivoje, Branimir și Marko). Branimir (Branko) s-a sinucis la vârsta de 13 ani, după ce a fost interogat de poliție cu privire la activitățile politice ale tatălui său. După ce s-a întors acasă, el s-a spânzurat. Borivoje (Boro) s-a sinucis în 1966, aruncându-se de pe o stâncă din apropierea casei tatălui său. Vladimir Dedijer a considerat însă că Boro a fost ucis de poliția slovenă.

## Activitatea politică și revoluționară
În tinerețe, Dedijer a participat la Conferința pentru Reconciliere din Polonia, în 1929, ca delegat al elevilor iugoslavi. În 1931 a luat parte la cel de-al XX-lea Congres Mondial al Asociației Tinerilor Creștini din Cleveland, Ohio (Statele Unite ale Americii).
După terminarea liceului, Dedijer a urmat studii de drept, lucrând în acest timp la cotidianul Politika. Ca jurnalist, a devenit corespondent străin în Polonia, Danemarca, Norvegia (1935), Anglia (1935-1936) și Spania (1936) în anii dinaintea izbucnirii celui de-al Doilea Război Mondial. Pentru faptul că a susținut guvernul republican din Spania în timpul Războiului Civil Spaniol, Dedijer a fost concediat de la ziarul Politika în 1937, prin ordin al guvernului iugoslav.
În anii 1930 Dedijer a colaborat cu Partidul Comunist din Iugoslavia (CPY). El se considera un gânditor independent la fel ca și strămoșii sârbi. „Este greu să fii sârb”, a spus el odată, „dar cât de frumos!”
Dedijer s-a alăturat partizanilor iugoslavi în 1941 în lupta lor împotriva ocupanților germani. El a servit ca locotenent-colonel în statul major al lui Tito. În timpul războiului a fost comisar politic.
Soția sa, Olga, o studentă la medicină care devenise medic al partizanilor, a fost ucisă în cursul Bătăliei de la Sutjeska (Bosnia) din 1943. El a fost rănit atunci și apoi în alte două ocazii. A doua zi după înmormântarea Olgăi, Dedijer a fost rănit grav. Partizanii lui Tito l-au avansat la gradul de colonel și l-au trimis să se refacă la Cairo (Egipt) și Napoli (Italia). În 1944 Dedijer a revenit la Baza Adriatică de pe insula Vis a lui Tito.
După război, Dedijer a fost membru al delegației iugoslave la Conferința de pace de la Paris din 1946 și la mai multe sesiuni ale Adunării Generale a Organizației Națiunilor Unite (1945–1952). El a devenit, de asemenea, profesor de istorie la Universitatea din Belgrad.
În 1952 Dedijer a devenit membru al Comitetului Central al partidului. În anul următor a fost numit membru în Adunarea Federală a Iugoslaviei. El a fost singurul membru al Comitetului Central care a fost de partea lui Milovan Djilas, atunci când Djilas a fost destituit de Tito pentru că a criticat „noua clasă” a birocraților de partid și a pledat pentru domnia legii în sistemul socialist. Dedijer a apărat dreptul lui Djilas la libertate de exprimare în fața Comitetului Central al CPY, în ianuarie 1954. Ca răspuns, Dedijer a fost exclus din CPY, înlăturat din funcțiile sale politice și destituit din postul de profesor la Catedra de Istorie a Universității din Belgrad. Djilas a fost arestat, iar Dedijer a primit o pedeapsă de șase luni închisoare cu suspendare.

## Cariera universitară

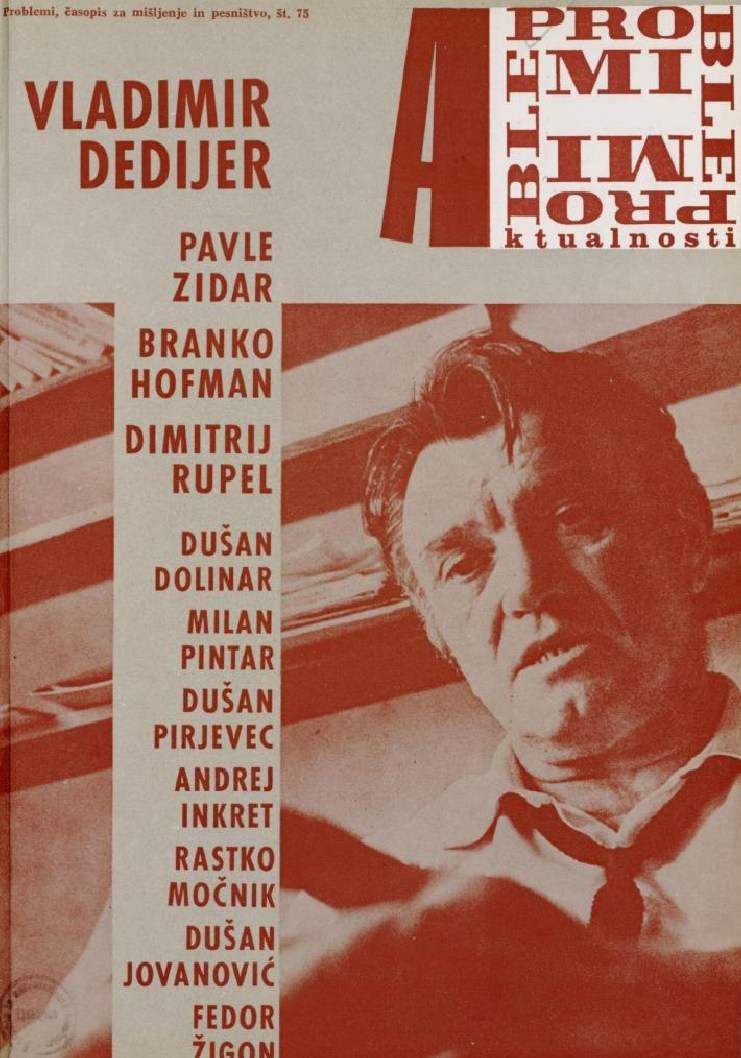
Vladimir Dedijer pe coperta din 1969 a revistei Problemi publicată la Ljubljana.

În 1959, după ce autoritățile iugoslave i-au dat un pașaport, Dedijer a fost lăsat să plece din țară, împreună cu familia sa. Începând de atunci el s-a ocupat cu scrierea unor studii istorice și cu activitatea didactică. A predat la Universitatea din Belgrad și a ocupat funcția de profesor de istorie la mai multe universități din Statele Unite ale Americii: Michigan, Harvard, Stanford, Princeton și Yale; și din Europa: Paris (Sorbona), Manchester (Anglia) și Stockholm (Suedia).
În 1978 a fost admis ca membru titular în Academia Sârbă de Științe și Arte.
Dedijer este cunoscut pentru cartea The Yugoslav Auschwitz and the Vatican: The Croatian Massacre of the Serbs During World War II, care a fost tradusă în mai multe limbi. El a scris despre represiunea violentă și genocidul comis de ustașii catolici în Croația împotriva etniilor și religiilor pe care le considerau a fi eretice. Dedijer a estimat că 750.000 de sârbi ortodocși, 60.000 de evrei și 26.000 de sinti si romi au fost masacrați de ustași.
Prefața ediției din 1992 conține următorul tablou al ororilor:
«... în Croația Catolică, „Regatul lui Dumnezeu”, toți cei care nu aparțineau credinței catolice - în mare parte sârbi ortodocși - erau obligați să se convertească la catolicism. Cei care au refuzat - precum și mulți din cei care se convertiseră deja - au fost uciși, de obicei după o tortură prelungită în care tăierea nasurilor, urechilor sau a altor părți ale corpului sau scoaterea ochilor erau la ordinea zilei. Copiii erau extrași din corpurile femeilor însărcinate și ulterior decapitați; oamenii au fost tăiați în bucăți în fața ochilor celor dragi, care au fost chiar obligați să strângă sângele scurs într-un vas etc., pentru a enumera doar câteva orori ca exemple. Aceste atrocități au luat o asemenea amploare încât chiar naziștii germani, care nu erau tocmai sensibili la astfel de chestiuni, au protestat. Dacă acest fapt istoric este prea puțin cunoscut acolo unde suntem, un alt fapt depășește complet cunoașterea noastră: implicarea decisivă a Vaticanului în aceste masacre.»
Tratatul istoric The Road to Sarajevo (1966) analizează originile Primului Război Mondial. Cartea Tito (1953) a fost tradusă în douăzeci de limbi. Dedijer și-a donat toate veniturile obținute din vânzarea acelei cărți (530.000 USD) unor organizații de caritate. El a mai scris două cărți importante despre istoria partizanilor iugoslavi: Diary și Tito, ambele fiind publicate în limba engleză.

## Apărător al drepturilor omului
Dedijer a fost considerat o autoritate în domeniul genocidului în secolul al XX-lea. Împreună cu filosoful și activistul politic francez Jean-Paul Sartre, el a condus, ca prim vicepreședinte, Tribunalul Internațional Bertrand Russell pentru crime de război, organizat în 1966.
Primul Tribunal Internațional Russell a fost înființat în 1966 pentru a judeca crimele de război comise de SUA în Vietnam și a organizat primele audieri în 1967. Tribunalul trebuia să aibă sediul la Paris, dar autoritățile franceze au refuzat să-i acorde o viză de intrare lui Dedijer. Din acest motiv, Tribunalul a organizat prima sesiune la Stockholm, Suedia (2-10 mai 1967) și a doua sesiune la Roskilde, Danemarca (20 noiembrie - 1 decembrie 1967). Ambele sesiuni au fost prezidate de Dedijer. Tribunalul a condamnat SUA pentru crime de război, agresiune și genocid în Războiul din Vietnam.
Dedijer a prezidat al treilea Tribunal Internațional Russell, care a fost constituit la Darmstadt și s-a întrunit la 16 octombrie 1977. Tribunalul a judecat negarea dreptului persoanelor de a-și exercita profesia aleasă în Germania de Vest din cauza convingerilor lor politice, după ce guvernul vest-german a emis un decret discriminatoriu împotriva persoanelor cu convingeri politice radicale într-o perioadă de mari tulburări sociale. A fost adoptată o hotărâre de condamnare a Germaniei de Vest.
În 1982 Dedijer a intentat un proces împotriva lui Kosta Nađ și Ivica Račan.
Dedijer a murit la Rhineback (New York) la 30 noiembrie 1990. El a fost ulterior incinerat. Cenușa lui a fost transportată pentru a fi îngropată la Ljubljana (Slovenia).

## Cărți
- Jugoslovansko-albanski odnosi, 1939-1948, Borba, Ljubljana, 1949.(în slovenă)
- Tito speaks: his self-portrait and struggle with Stalin, Londra: Weidenfeld and Nicolson, 1953.
- On military conventions; an essay on the evolution of international law, Lund, Gleerup, 1961
- The Beloved Land, MacGibbon & Kee, 1961
- Tito, Simon and Schuster, 1963
- The Road to Sarajevo, Simon and Schuster, 1966 - World War, 1914-1918
- History of Yugoslavia, McGraw-Hill Book Co., 1974
- The Battle Stalin Lost: Memoirs of Yugoslavia 1948-1953, Spokesman Books, 1978
- (în sârbă) Novi prilozi za biografiju Josipa Broza Tita, Mladost, Zagreb, 1980
- (în sârbă) Interesne sfere: istorija interesnih sfera i tajne diplomatije uopšte, a posebno Jugoslavije u drugom svetskom ratu, Prosveta, Belgrad, 1980
- (în sârbă) Vatikan i Jasenovac, Rad, Belgrad, 1987
- (în sârbă) Vatikan i Jasenovac Dokumenti, Belgrad, 1987
- (în bosniacă) Genocid nad Muslimanima, Svjetlost, Sarajevo, 1990
- The War Diaries of Vladimir Dedijer, Volume 1: From April 6, 1941, to November 27, 1942, University of Michigan Press, Ann Arbor, 1990
- The War Diaries of Vladimir Dedijer, Volume 2: From November 28, 1942, to September 10, 1943, University of Michigan Press, Ann Arbor, 1990
- The War Diaries of Vladimir Dedijer, Volume 3: From September 11, 1943, to November 7, 1944, University of Michigan Press, Ann Arbor, 1990
- The Yugoslav Auschwitz and the Vatican: the Croatian Massacre of the Serbs during World War II, Buffalo, N.Y. : Prometheus Books ; Freiburg, Germania: Ahriman-Verlag, 1992.

## Legături externe
- „Masacrul de la Cheile Koritska, Bosnia-Herțegovina, 1941”, de Vladimir Dedijer
- Biografia lui Dedijer
- Centenarul lui Dedijer (Politika, 2 februarie 2014)